# Raimundo Morais
Raimundo Morais, também grafado como Raymundo Moraes (Belém, 15 de setembro de 1872 — Belém, 3 de fevereiro de 1941) foi um romancista integrante da Academia Paraense de Letras.

## Biografia
Filho de um prático de embarcações que navegava pela região amazônica, desde cedo conheceu a diversidade da Amazônia. Ainda jovem tornou-se prático e piloto fluvial, tendo navegado pelos rios Purus e Madeira, comandando um navio batizado de "Rei Lear". Esta embarcação, segundo a professora paraense Célia Bassalo, na apresentação de “Os Igaraúnas” (1938), era um "antigo transatlântico, que na época transportava carvão em um afluente do Purus".
Seus escritos eram sempre baseados em minuciosa pesquisa bibliográfica, trazendo como ressalta Célia Bassalo: "Os usos e costumes, os índios, a crença e os tabus religiosos, os caracteres simbólicos na tanga de barro da mulher marajoara, o muiraquitã como amuleto de raras e misteriosas propriedades são cuidadosamente por ele observados".